# Boisseaux
Boisseaux je francouzská obec v departementu Loiret v regionu Centre-Val de Loire. Žije zde 502 obyvatel.

## Poloha obce
Obec leží na severu departementu Loiret u hranic s departementem Eure-et-Loir.

### Sousední obce
| Růžice kompasu | Rouvray-Saint-Denis (Eure-et-Loir)    | Andonville |           | Růžice kompasu |
| Růžice kompasu | Barmainville (Eure-et-Loir)           | Sever      | Erceville | Růžice kompasu |
| Růžice kompasu | Barmainville (Eure-et-Loir)           | Boisseaux  | Erceville | Růžice kompasu |
| Růžice kompasu | Barmainville (Eure-et-Loir)           | Jih        | Erceville | Růžice kompasu |
| Růžice kompasu | Oinville-Saint-Liphard (Eure-et-Loir) | Outarville |           | Růžice kompasu |